# Aire urbaine de Saint-Éloy-les-Mines
 (octobre 2024).
Si vous disposez d'ouvrages ou d'articles de référence ou si vous connaissez des sites web de qualité traitant du thème abordé ici, merci de compléter l'article en donnant les références utiles à sa vérifiabilité et en les liant à la section « Notes et références ».
 (octobre 2024).
L'aire urbaine de Saint-Éloy-les-Mines est une aire urbaine française centrée sur l'unité urbaine de Saint-Éloy-les-Mines dans le Puy-de-Dôme. Composée de trois communes, elle était peuplée de 5 628 personnes en 2012 et comptait 5332 habitants en 2022.

## Composition
| Nom                     | Code Insee | Statut | Superficie (km2) | Population (dernière pop. légale) | Densité (hab./km2) |
| ----------------------- | ---------- | ------ | ---------------- | --------------------------------- | ------------------ |
| Montaigut-en-Combraille | 63233      |        | 8,18             | 977 (2022)                        | 119                |
| Saint-Éloy-les-Mines    | 63338      |        | 22,11            | 3 484 (2022)                      | 158                |
| Youx                    | 63471      |        | 19,13            | 871 (2022)                        | 46                 |